# Harvey Cushing
Harvey William Cushing (8. dubna 1869, Cleveland – 7. října 1939, New Haven) byl americký lékař, neurochirurg a endokrinolog. Jako první popsal Cushingův syndrom.

## Život
Pocházel z rodiny s dlouhou lékařskou tradicí. Lékařství vystudoval na univerzitě Yale a na Harvard Medical School (1895). Již jako student navrhl se spolužákem Ernestem Codmanem tzv. „etherový protokol“ (1894), tedy tabulku pro zaznamenávání teploty, pulsu a dechové frekvence pacienta v narkóze. Tento jednoduchý nástroj dokázal rychle snížit úmrtnost pacientů při operacích a rozšířil se po celých USA i v Evropě.
Po studiích začal Cushing pracovat v Massachusettské všeobecné nemocnici, na chirurgické klinice. Zde patřil k průkopníkům užití rentgenu v USA. V roce 1896 odešel do Baltimoru, kde nastoupil do nově založené a štědře dotované nemocnice Johnse Hopkinse. Zde se sblížil především s Williamem Oslerem, s nímž úzce spolupracoval až do Oslerovy smrti v roce 1919. V roce 1925 vydal Cushing Oslerův životopis a záhy za něj obdržel Pulitzerovu cenu.
V letech 1900-1901 navštívil Cushing Evropu, osobně se zde setkal se Scipione Riva-Roccim, vynálezcem rtuťového tonometru. Nová metoda, mimo Itálii dosud takřka neznámá, Cushinga nadchla a po návratu do USA ji začal intenzivně propagovat, čímž přispěl k jejímu rychlému celosvětovému rozšíření.
Po návratu do USA se Cushing vrhl na chirurgii mozku. Roku 1909, jako druhý na světě, úspěšně odstranil adenom hypofýzy u pacienta s akromegalií. Během své kariéry snížil úmrtnost při operacích mozku z 90 na 8 procent, čímž obor neurochirurgie teprve ustavil (spolu s Ernestem Sachsem). Zavedl do neurochirurgie také mnoho novátorských technik, jako například elektrokauter.
V roce 1909 se k němu dostala 23letá pacientka (v odborných chorobopisech zvaná „Minnie G.“) s podivným uskupením symptomů (dnes známým jako hyperkortisolismus). Cushing na základě nitrolebního pozorování usoudil, že příčina nemoci tkví v chybné práci hypofýzy a nadledvin (soustředil se především na tumory v hypofýze). Tím založil endokrinologii (ve stejné době podobně činnosti nadledvin připsal Addisonovu nemoc Arthur Biedl, který několik let působil i v Praze). Svá klíčová pozorování shrnul Cushing v práci The Pituitary Body and its Disorders z roku 1912. V té době také opustil nemocnici Johnse Hopkinse.
V roce 1913 se stal profesorem na Harvardské lékařské fakultě. Pracoval zde až do roku 1932, s přerušením v letech 1917-1918, kdy působil na bojištích první světové války jako plukovník zdravotní služby. Po válce se na Harvardu naplno vrhnul na laboratorní výzkum, přičemž klíčovým předmětem studia byla stále pacientka Minnie G. Nakonec objevil, že bazofilní buňky hypofýzy vylučují látku, jež ovlivňuje nadledviny. Tento objev popsal roku 1932 v práci The basophil adenomas of the pituitary body and their clinical manifestations (pituitary basophilism). Nemoc zde popsaná se nazývá Cushingův syndrom. V roce 1926 popsal podobný syndrom ruský neuropatolog Nikolaj Michailovič Icenko, proto se někdy hovoří (zejména v ruské odborné literatuře) o Icenkově-Cushingově nemoci.
V roce 1932 odešel do důchodu a zároveň se stal profesorem na Yaleské univerzitě. Zde se začal věnovat dějinám medicíny. V témže roce jeho žáci založili Harvey Cushing Society (dnes American Association of Neurological Surgeons).
Cushing měl tři dcery, které se vdaly do velmi vlivných amerických rodin. Cushingova dcera Betsey si vzala syna prezidenta Franklina Delano Roosevelta, díky čemuž se Cushing s Rooseveltem stali blízkými přáteli. Betsey se však s prezidentovým synem roku 1940 rozvedla. Jejím novým manželem se stal miliardář James Whitney, vydavatel New York Herald Tribune. Druhá dcera Mary si vzala Vincenta Astora (hotely Waldorf Astoria) a třetí Barbara Stanleyho Mortimera (dědice firmy Standard Oil), později pak Williama Paleyho, zakladatele televize CBS.